# 富田六郷
富田六郷（とみだろくごう）は、江戸時代に桑名藩領の東富田村・西富田村・富田一色村・天ヶ須賀村・松原村・蒔田村を総称した伊勢国朝明郡の6カ村の共同体。現在の三重県四日市市域にあたる。

## 概要
本村である東西の富田村（東富田村は富田地区、西富田村は大矢知地区）、東富田村の枝郷である富洲原地区の3ヵ村（富田一色村・天ヶ須賀村・松原村）、及び東海道沿いの蒔田村（大矢知地区）で構成されている。松原村と蒔田村と西富田村は聖武天皇社由来の田村家地域で、東富田村と富田一色村と天ヶ須賀村は富田の焼き蛤で有名な伊勢湾沿岸の漁村である。大矢知地区の蒔田地区と共同村落になっている松寺村と富田地区の南冨田町の北村の村落が実質的に富田六郷であり、羽津地区から富田地区の一部地域の共通村落である鵤村・富田地区の朝倉氏（北勢四十八家の茂福城家系の領地）支配の茂福村なども富田六郷に含めて良いとする場合もある。この項では、松寺村や鳥出神社、富田御厨についても記述する。

## 構成
- ①東富田村（氏子神社は鳥出神社。四日市市富田地区。四日市市富田1丁目～四日市市富田4丁目。四日市市東富田町。東富田村地域は富田浜地区と富田高地区に分裂した。富田の本村。富田の東部地域）。
- ②西富田村（四日市市大矢知地区。四日市市西富田町。四日市市十志町。富田の西部地域。氏神は八幡社。）
- ③富田一色村（氏子神社は飛鳥神社。四日市市富洲原地区。四日市市富田一色町。四日市市富双2丁目。四日市市富州原町甚五兵衛町自治会区域は飛び地）。
- ④天ヶ須賀村（氏子神社は住吉神社。四日市市富洲原地区。四日市市天ヵ須賀1丁目～四日市市天ヵ須賀5丁目。四日市市天ヵ須賀新町。四日市市住吉町）。
- ⑤松原村（氏子神社は聖武天皇社。四日市市富洲原地区。四日市市松原町。四日市市平町。四日市市富州原町の大部分）。
- ⑥蒔田村（四日市市大矢知地区。四日市市蒔田1丁目～四日市市蒔田4丁目）。

## 歴史
- 大化の改新（645年）で国・郡・里の制度が制定。伊勢国に国司が設置された。しかし富田地域は伊勢湾であった。その後奈良朝初期の霊亀元年（715年）里制度は郷と改称された。
- 平安時代中期の古文書（辞書）である『和名抄』に日本国内の郡・里が明細記述されている。富田の地名も記述されている。
- 朝明郡は、古代期は5つの郷で構成されていた。
  - ①杖部郷（はせつかべ）
  - ②額田郷（ぬかた）
  - ③大金郷（おおかね）
  - ④豊田郷（とよた）
  - ⑤訓覇郷（くるべ）
- 額田郷は額田氏の領土で、茂福村・北村村・羽津村・白須賀村・吉沢村・別名村・鵤村・下之宮村・垂坂村・小杉村・八幡村・三ツ屋村・阿倉川村で構成されている。
- 豊田郷は、豊田村・豊田一色村・福崎村・高松村・川北村・大矢知村・富田村・富田一色村・天ヶ須賀村・松原村・松寺村・蒔田村・柿村で構成されている。
- 昭和初期の四日市市立富田小学校編纂の沿革の前文には、富田は元々「富田の荘」と呼ばれた。富田の荘とは東富田村・西富田村・蒔田村・松寺村・富田一色村・天ヶ須賀村である[1]。

## 富田
- 富田は1966年（昭和41年）からの町名。もとは大字東富田・大字茂福・大字松原・大字富田一色の一部。地名の由来は米が多く収穫される美田の意味や鳥出神社の由緒から「とんだ」⇒「とみだ」に転訛したとされる。江戸期より漁網生産が行われていた[2]。明治初期には漁業と魚の行商が盛んであったが、明治中期から水産加工業者が増加して、煮干、素乾いわしなどが生産された。1889年（明治22年）度の統計では人口4971人、田面積は188町余り、畑面積は12町余、宅地面積は20町余[3]。

## 富洲原
- 富州原は1966年（昭和41年）からの町名。もとは大字松原・大字富田一色・大字東富田の各一部。旧自治体の富洲原町と地区名の富洲原⇒住所名の富州原と呼称を区別した[4]。富田一色・天ヶ須賀は漁業が盛んだった。富洲原港で捕獲される主な魚介類は鰯・ヒシコ・富田の焼き蛤。丸干・煮干・たづくりなど水産加工の従事者も増加する。明治期には漁業戸数が217戸・漁業人数が1120人・水産戸数が34戸・水産業従事者が194人[5]。漁業の発達によって魚問屋や行商人の増加した。鰹節産業が発達して鰹節問屋が12軒・鰹節行商人が約100人となる。

## 東富田村
- 江戸期～1889年（明治22年）の村名。枝郷に富田一色村・松原村・天ヶ須賀村があるが、郷帳類ではいずれも東富田村とは別に村高が記載されている[6]。実際には分村していた。村高は397石[7]。他に431石[8]。1829年（文政12年）の家数386軒、人口1943人、庄屋に広谷伝三郎、医者に馬場貞達、馬場順達の名前が記述されている。寺院は真言宗高田派蓮光寺、正泉寺、曹洞宗長興寺があり、長興寺は722年（養老6年）泰澄の創建で、1545年（天文14年）に、南部甲斐守が菩提所として再建したと記述されている。鎮守は若一権現（鳥出神社）と八幡宮[9]。1601年（慶長6年）東海道が開通して、1604年（慶長9年）西富田村との境界付近に東海道富田の一里塚が設置された。東海道桑名宿と四日市宿の中間に位置して、間の宿（立場）と呼ばれた。街道筋には旅籠は軒を並べて、店頭では名物の富田の焼き蛤が販売された。
- 1889年（明治22年）の戸数800軒・人口3904人、田37町余、畑4町余、宅地13町余[3]。1780年（安永9年）の大火後、伊勢湾海岸地域に移住した東富田村民は漁業を営み、江戸後期から漁村として栄えた。鰹節問屋が繁栄して富田の行商人の名が聞かれた。沿岸漁業は明治時代に船数106隻、漁家数210、漁民1151人[10]。漁業の発達で富田水産株式会社が大字東富田本町に開業、海産問屋も開業して、富田漁業組合が設立された。水産加工業者が増加して、煮干・素乾いわしなどの生産も盛んになる。魚介類はカタクチイワシ・コウナゴ・スズキ・シラス・富田の焼き蛤（ハマグリ）であった。国道1号線を境界に浜地区（水産業地域）・高地区（商工業地域）に2分される。1966年（昭和41年）に一部が富田1丁目～富田4丁目・富州原町・松原町となり、残余も東富田町となる[11]。

## 西富田村
- 朝明川下流右岸に広がる沖積地に位置して、東富田村に対する。戦国期以前は東富田村とともに富田御厨の地である。『織田信雄分限帳』に忠岳の前知行地で富田七助の知行地と記述されている。村高766石余[7]または791石余[8]。助郷は東海道桑名宿へ出没した。1827年（文政10年）の戸数28軒、人口122人[9]。氏神は八幡社。他に山神も祀る。寺院は1190年（建久元年）開基の浄土真宗本願寺派木下山三光寺がある。この寺院には蒔田城主の蒔田相模守宗勝の墓がある。東海道沿いで賑わいがあり、伊勢湾台風前など松並木の景観が残っていた。1951年（昭和26年）の朝明中学校通学生の通学のため西富田地内北部に三岐鉄道三岐朝明駅が開業した。1954年（昭和29年）に一部が十志町となり、残余が西富田町となる。1973年（昭和48年）に一部が西富田2丁目～西富田3丁目、蒔田2丁目～蒔田4丁目、川北1丁目、下さざらい町となる。[12]

## 富田一色村
- 江戸期～1889年（明治22年）の村名。富田から分離した新開地の意[13]。古くは浜洲で、浜洲が島になりやがて陸地となった。東富田村の枝郷[6]。村高は278石[7]又は304石[8]。1829年（文政12年）の家数が432軒、人口が2131人、庄屋は水谷順次郎[9]。1639年（寛永16年）の大火で集落の大半が焼失した。大火再建後町並みは碁盤の目に整備された。1829年（文政12年）の富田一色村内の所有船は五十集船が11隻、小船が43隻、網船が9隻[9]。伊藤平治郎家によって八風街道が開通。江戸中期に塩役運河が改修された。江戸末期には伊勢丸・天祐丸などの千石船が江戸を往来した。沿岸で魚介類を採集して、干し魚・塩魚・時雨蛤を販売した。富田一色町は1966年（昭和41年）～の四日市市の町名。もとは大字富田一色・大字天ヶ須賀の一部。豊富川（塩役運河）には石舟が入り、酒も積みだした。1859年（安政9年）11月の大火後、焼失した町方の大半を浜方に移して再興を目指した。浜方は当時浜州や田んぼも残り、家はわずかに3軒であったが、町方の再建により漁師町の基礎が築かれた[14]。1887年（明治20年）の戸数は755軒、人口は3733人、人夫は620人、水車所は2ヶ所[15]。1889年（明治22年）に富洲原村の大字となる。[16]

## 天ヶ須賀村
- 江戸期～1889年（明治22年）の村名。現在の住吉町地域である。東富田村の枝郷[6]。村高は491石である[7]、または505石[8]とされる。江戸時代後期に南方地を開発して太郎左衛門善平新田を造成して、新田の村高は47石である[17]。天ヶ須賀本村とは別に村高が記述されているが天ヶ須賀村の枝郷であった。半農半漁の村。水産加工・富田の焼き蛤採取・あられ・おこしの菓子原料に使用する煎粉産業が盛ん。平田佐次郎（平田紡績家）の海運業が発展して平田紡績工場が設置。天保の大飢饉では、医師の田代随造・田代随意が難民救済にあたった[18]。

## 松原村
- 江戸時代期～1889年（明治22年）の村名。もとは東富田村の枝郷[6]。十四川左岸、伊勢湾の潮流で砂が堆積した低地上に立地する。地名の由来は松林がある海辺の砂浜の意。村高は281石[7]。または297石[8]。1829年（文政12年）の家数29軒、人口131人[9]。地内中央部を八風街道が東西に通過して、東海道付近でもあったため、人馬の往来が盛んであった。寺社は真宗高田派道場・聖武天皇社・庚申社（庚申塚）であった。1889年（明治22年）の戸数46軒、人口235人、田29町余り、畑1町余り、宅地1町余り[3]。1966年（昭和41年）に一部が四日市市平町・富州原町・富田1丁目～富田4丁目となり、残余が四日市市松原町となる[19]。

## 蒔田村
- まきた又はまいたと言う。朝明川下流右岸の沖積地に位置する。蒔田地内長明寺は中世期に蒔田氏の拠点の蒔田城跡とされる。1560年（永禄3年）の『保内商人申状案[20]』に見える地名である。保内商人が伊勢街道通行の木綿・真面荷を差し押さえた事例として、『7年前・8年前以前（まい田）商人の真綿・芋を千草街道山中で差し押さえて、峠の宿善座衛門に預け置いた』と記述されている。村高は341石[21]。東海道が南北に通り、集落は街道沿いに街村を構成している。助郷は東海道桑名宿・四日市宿へ出没する。浄土真宗本願寺派朝明山長明寺があり、その北に隣接して蒔田観音寺と神明寺がある。観音寺は竜王山宝性寺とも云い、建物は享保年間（1716年～1736年）の作品で、1977年（昭和52年）に四日市市文化財となる。1889年（明治22年）の戸数は64軒、人口311人[3]。江戸末期から地内に大矢知素麺を製造する農家が多い。菜種・油菜の栽培も多くて、採油業も行われた。繊維産業・食品加工業・孵卵産業が昭和時代に発展した。蒔田村は現在の蒔田1丁目～蒔田4丁目・川北1丁目にあたる[22]。

## 松寺村
- 江戸時代期から1889年（明治22年）の村名。伊勢国朝明郡所属。桑名藩領。朝明川の下流右岸に位置する。東海道が南北に貫通する。村高は418石余り[23]。集落は東海道に沿って南北に細長く伸びる。1827年（文政10年）の戸数32軒、人口160人[9]。助郷は東海道桑名宿へ出没する。酒造業が盛んで、松寺の酒は毎年伊勢神宮に奉納される。鎮守は神明宮、寺は寛文年間（1661年～1673年）開基の浄土真宗本願寺派蓮証寺がある。1879年（明治12年）に蒔田村・川北村の2ヵ村と連合して松寺村に戸長役場を設置した。1889年（明治22年）に大矢知村の大字となる。 同年に関西鉄道が西に開通したため、東海道筋は寂びれたが、酒造業やタオル製造業・さらし工場が進出してにぎわいを取り戻した。1973年（昭和48年）に松寺1丁目～松寺3丁目・川北1丁目となる[24]。

## 鳥出神社
- 四日市市富田2丁目に鎮座。神紋は左三巴。由緒は中臣氏（藤原氏系統の子孫）の喜多嶋家が代々鳥出神社の神主を世襲継承していた。正応元年と安永9年の大火により、古文書を消失したため、当社の創祀の年代は詳らかでないが、延喜式神名帳に記されていることから、延喜５年頃にはすでに存在していたと思われる。延喜式内社で、朝明地方における中心の神社として崇敬を受けていた。また、江戸時代には富田六郷（東西の富田村及び北村地域と富洲原地域）の総氏神として信仰を集めていた。[1]
- 明治39年、神饌幣帛料供進社に指定。明治40年及び明治41年には近郷の四日市市南富田町北村自治会の河川氾濫からの守護がある治水信仰の神仏の八幡神社など近郷の神社を合祀した。昭和17年に県社に列せられた。[3][2]
- 祭神は以下である。
  - ①日本武尊
  - ②事代主神
  - ③応神天皇
  - ④天照大御神
  - ⑤蛭子命
  - ⑥菅原道真公
  - ⑦豊磐窓命。
- 境内神社は蛭子堂稲荷社（事代主神・蛭子命）天神社。
- 社殿は本殿（神明造）・拝殿・社務所・神明舎・手水舎・神馬舎・授与所。
- 延喜式内社。古来から朝明地方の中心神社として中臣鎌足（藤原氏）の子孫の喜多嶋家が代々神主を務めた。江戸時代に富田六郷の総氏神として東富田村・北島区域・西富田村・富田一色村・天ヶ須賀村・松原村の6村の氏神として尊崇されて若一権現として信仰を集めた[25]。

## 富田御厨
- 鎌倉時代から南北朝時代の御厨名。1204年（元久元年4月）に三日平氏の乱で蜂起した進士（富田）三郎基度の館が富田にあり伊勢平氏の拠点であった[4]。